# Regolamento di competenza (ordinamento amministrativo italiano)
Il regolamento di competenza, nel processo amministrativo italiano, è il mezzo di impugnazione proponibile dalle parti avverso le ordinanze del Tribunale amministrativo regionale che decidono sulle questioni di competenza, nonché lo strumento esperibile dal giudice, indicato come competente da altro giudice amministrativo, che tuttavia ritenga di essere a sua volta incompetente.
Già previsto dall'art. 31 della legge TAR, è contemplato dall'art. 16 del codice del processo amministrativo (d.lgs. 104/2010).

## Procedimento
Il difetto di competenza è rilevato d'ufficio finché la causa non è decisa in primo grado o, in mancanza di domanda cautelare, è eccepito da una delle parti entro il termine previsto per la costituzione in giudizio. Il presidente fissa la camera di consiglio per la pronuncia immediata sulla questione di competenza.
Il giudice provvede con ordinanza e, se dichiara la propria incompetenza, indica il giudice ritenuto competente; se, nel termine perentorio di trenta giorni dalla comunicazione di tale ordinanza, la causa è riassunta davanti al giudice dichiarato competente, il processo continua davanti al nuovo giudice.
Contro tali ordinanze, le parti possono esperire regolamento di competenza, da proporsi con istanza notificata alle altre parti nel termine perentorio di 30 giorni dalla notificazione o di 60 giorni dalla pubblicazione dell'ordinanza che pronuncia sulla competenza e da depositarsi, unitamente a copia degli utili ai fini della decisione ed entro 15 giorni decorrente dal momento in cui l'ultima notificazione, presso la segreteria del Consiglio di Stato.
La riassunzione dinanzi al giudice indicato come competente preclude alla parte che l'ha effettuata la proposizione del regolamento di competenza; tuttavia, se è stata proposta domanda cautelare, in pendenza del regolamento essa va proposta al giudice indicato.
Il giudice dinanzi al quale la causa è riassunta, se ritiene di essere a sua volta incompetente, richiede d'ufficio il regolamento di competenza.
Il Consiglio di Stato decide con ordinanza in camera di consiglio, previo avviso della fissazione della medesima, inviato almeno dieci giorni prima ai difensori che si siano costituiti. L'ordinanza provvede anche sulle spese del regolamento, salvo il caso di regolamento richiesto d'ufficio. La pronuncia sulle spese conserva efficacia anche dopo la sentenza che definisce il giudizio, salvo diversa statuizione espressa della sentenza.
La pronuncia sulla competenza resa dal Consiglio di Stato, in sede di regolamento o di appello vincola i tribunali amministrativi regionali. Se viene indicato come competente un tribunale diverso da quello adito, il giudizio deve essere riassunto nel termine perentorio di trenta giorni dalla notificazione dell’ordinanza che pronuncia sul regolamento, ovvero entro sessanta giorni dalla sua pubblicazione.